# Nicoline Dossche
Nicoline Dossche (Gent, 1971) is een Belgisch actrice. Ze is zowel in het theater als in televisieseries actief.
Ze stond samen met Pé Vermeersch op de planken in zijn stuk Dans der smoelen. Er volgden een aantal producties met verschillende gezelschappen, met het Nieuwpoorttheater in Onwaarschijnlijk normaal eindigend verhaal, met De Werf in Contrarie, met Victoria in Het ovalium en met Los cojones del toro in P20.
Van 1995 tot 1997 speelde ze Nikki De Vlieger in Wittekerke, ze keerde daarna nog twee keer terug voor een korte periode. Van 1997 tot 2000 speelde ze drie seizoenen (seizoen 7 tot en met 9) de rol van kotstudente Lus Haezevoets in De Kotmadam. Ze had een gastrolletje in een aflevering van het tweede seizoen van En daarmee basta!. Van 2010 tot 2011 had ze een rol in Ella als de verpleegster Martha De Vriendt. In 2011 kwam ze een maand dagelijks op het televisiescherm in de VTM-soap Familie, waar ze de rol van Sabine Vanammel vertolkte. Daarvoor had ze kleine gastrollen in Verschoten & Zoon en Spoed.
Bij de gemeenteraadsverkiezingen 2006 presenteerde ze zich in haar Waalse woonplaats Incourt als een Nederlandstalige kandidate en voerde ze campagne bij andere ingeweken Vlamingen in het Nederlands. Het feit kreeg bijzonder veel negatieve publiciteit, onder meer na een reportage van de RTBF. Ze werd niet verkozen.